# المحباب (المخادر)

تعديل مصدري - تعديل

المحباب هي إحدى قرى عزلة الشرف بمديرية المخادر التابعة لمحافظة إب، بلغ تعداد سكانها 158 نسمة حسب تعداد اليمن لعام 2004.